# 新義州市
新義州市（朝鲜语：／ Sinŭiju si */?），是朝鮮第四大城市，是平安北道的首府，位於中華人民共和國邊境鴨綠江南岸的重要城鎮，亦是朝鮮鐵路平義線的北方終點站，沿鐵路通過中朝邊境之後就是中國遼寧省丹東市。自1910年開始開發，已經是一個鐵路重鎮。朝鲜最高人民会议常任委员会2002年9月12日发布政令，宣布成立新义州特别行政区。
新义州特别行政区並不包括新義州市之所有面積，同時亦包括義州郡、鹽州郡及鐵山郡的部份範圍。新義州特別行政區成立後，新義州市的各市、道政府和警局的搬迁住南面原屬新義州市的地方，後北韓政府將新義州特別行政區降格為內閣對外經濟省轄下的經濟特區，原特別行政區轄地繼續歸新義州市管轄。

## 歷史
- 原本只是條位於朝鮮西北部平安北道的小村。1910年開闢成河港。在1924年，朝鮮總督府為了便利以鐵路掠奪中國滿洲的資源，把平安北道的道廳由義州搬遷至此村，並改名為新義州後，便快速發展。
- 韓戰爆發時，新義州被聯合國軍轟炸，戰後重建。
- 2002年9月新義州特別行政區成立。首任長官為荷籍華人楊斌，但是因逃稅被中國當局逮捕，令政府運作停止，特別行政區只虛有其名。
- 11月，朝鲜对外经济合作推进委员会以集体领导的形式接替了杨斌过去的个人领导形式。
- 2004年10月其間，曾任美國加州富勒頓市長、南韓華僑出身的沙日香女士，曾被看好為接替楊斌出任新義州第二任長官的最佳人選。但後無下文，無論是長官的繼任人選以及新義州特別行政區的具體行政運作皆不了了之或無疾而終。
- 2014年7月朝鮮政府宣佈將其降為「新義州國際經濟區」，歸朝鮮內閣對外經濟省管轄。

## 地理

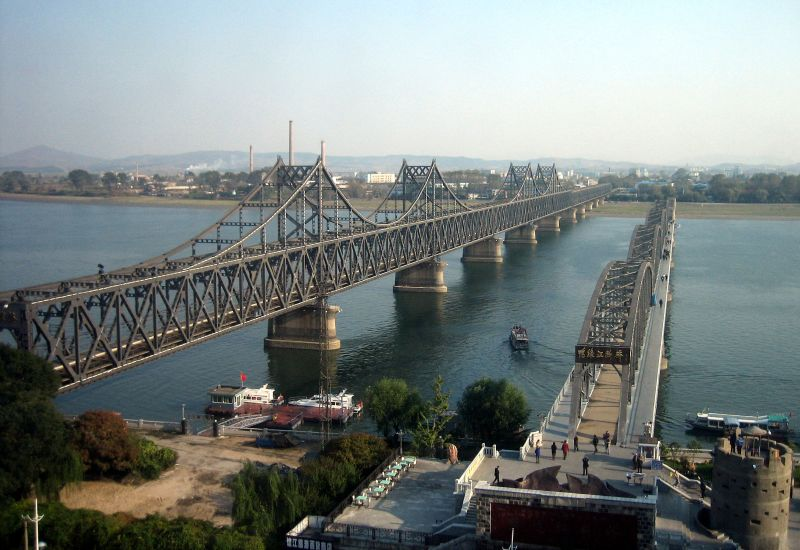
鴨綠江上的中朝友誼橋，連接新義州與遼寧丹東市

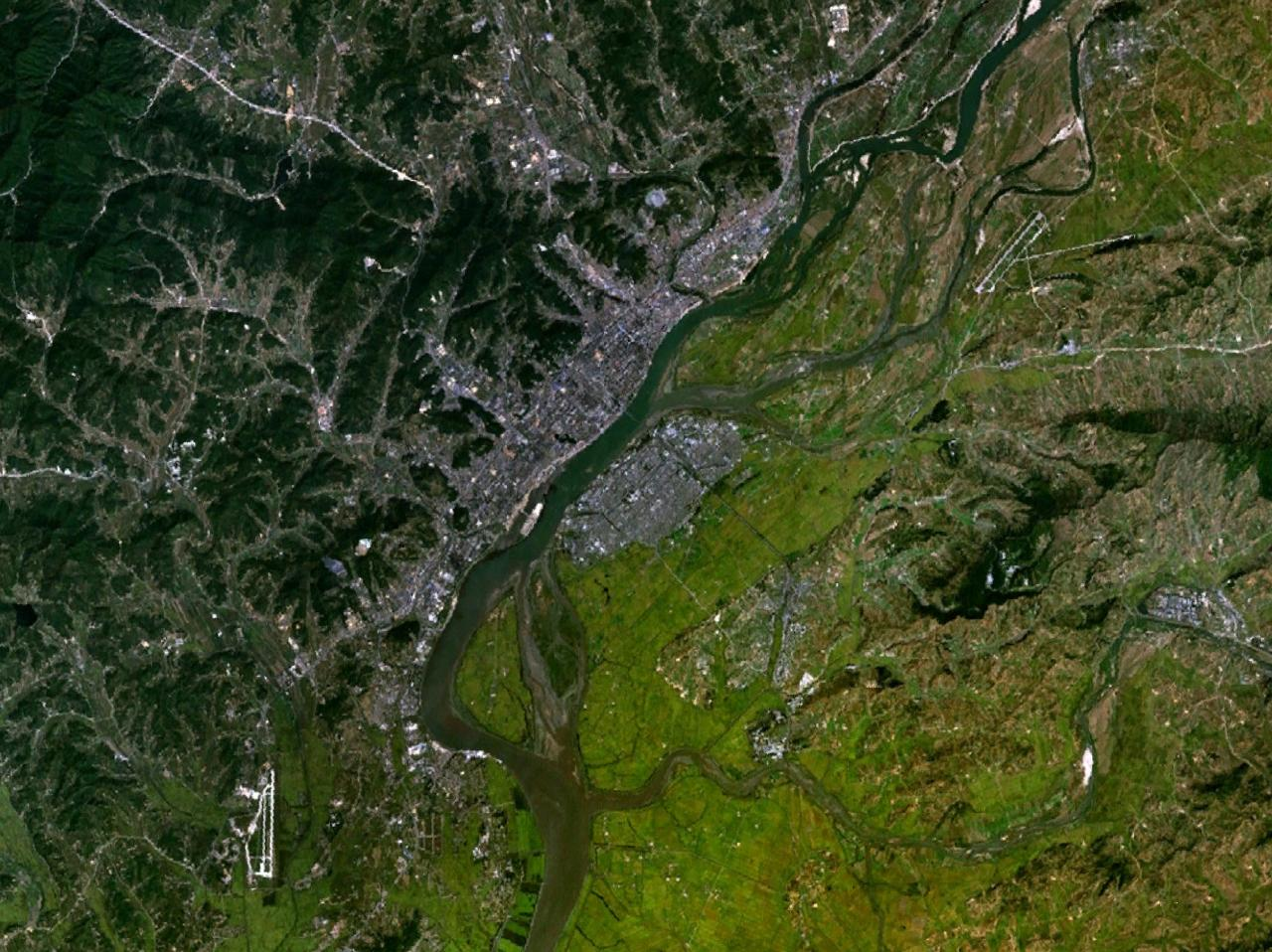
衛星照

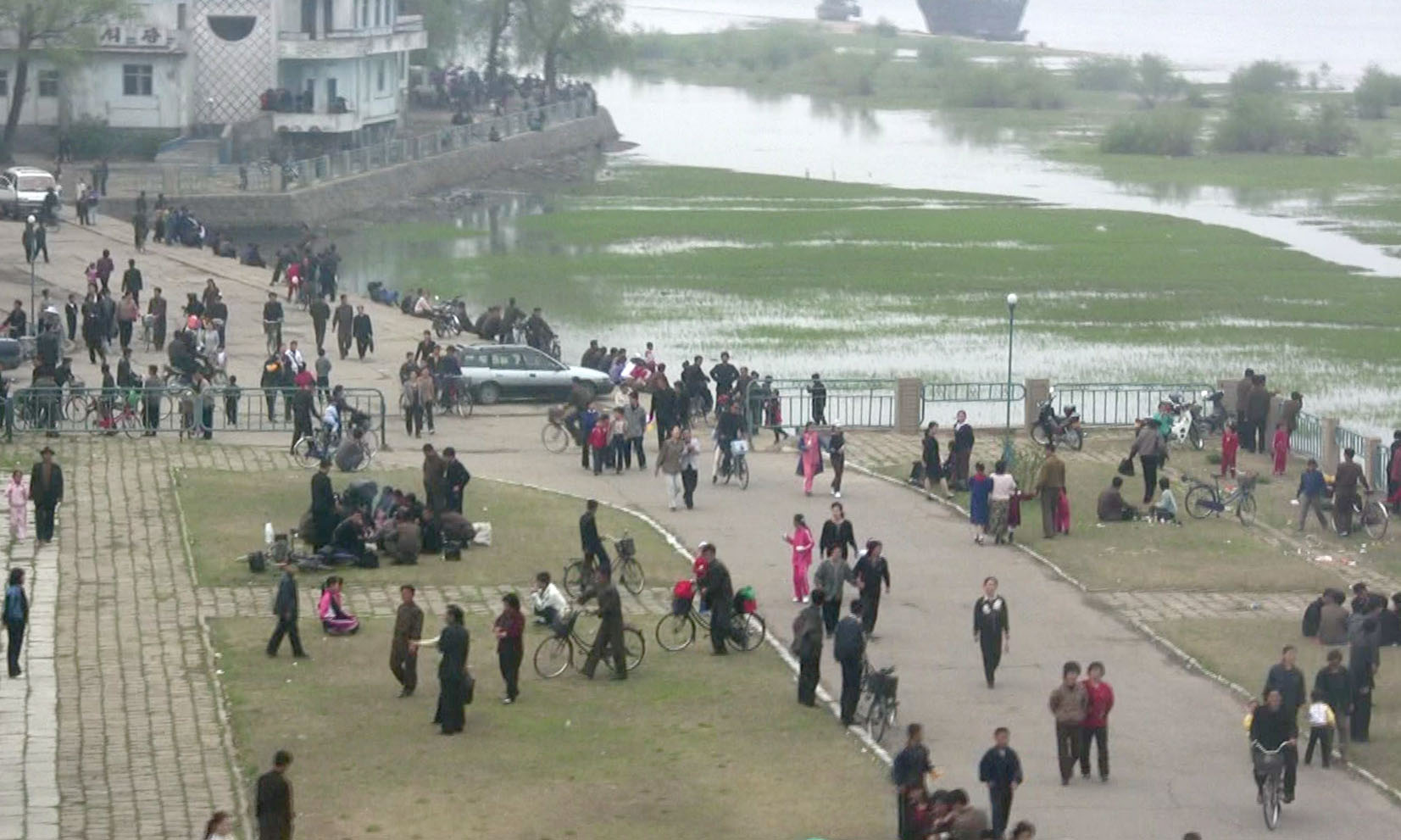
友誼橋附近的北韓群眾

位於朝鮮西北部的平安北道，地處鴨綠江下遊左岸的沖積平原上，距河口約40公里，與中華人民共和國遼寧省丹东市隔江相望。
新義州特別行政區包括義州郡、鹽州郡及鐵山郡的部份範圍，但陸地上並不相連。

## 交通
以長約0.9公里的公路鐵路兩用橋——鴨綠江大橋與中華人民共和國遼寧省丹東市相連。新義州也是平義線的起點，中朝國聯鐵路朝鮮段的第一個車站。新義州設有一個1.2公里跑道的軍民兩用航空站（SII）；亦可經由中國遼寧省的丹東浪頭機場（DDG）前往。

## 文化
設有新義州高中、商業高中、東中等中學。亦有新義州輕工業大學及新義州教員大學，共兩所高等院校。

## 觀光熱點
- 統軍亭
- 鴨綠江大橋
- 新溫溫泉
- 朔州溫泉
- 東林瀑布
- 新义州站前廣場
- 革命事迹馆
- 南大门

## 特產
- 甜肉：即狗肉，朝鲜民族的特产之一。吃法多数是酱拌，配上辣椒和蔥。
- 朝鮮冷麵：将煮熟的麵，用冷水冲洗后，便可食用。是最具代表性朝鮮料理。
- 血腸：和中国四川省的鸭血肠相似，主要的料材是动物的血液。往动物的腸子中灌血，待血液凝固后，便可食用，有很多种吃法，生吃也可以。新義州人往「血腸」裡加的是豆腐、米飯、豬血、豬肉及蔬菜等，朝鮮人並喜歡往裡面加上辣椒，然而新義州的中國僑民往往還會加入蔥。

## 新义州特区的爭議
新义州特区原为朝鲜领导人进行经济改革的试点，金正日曾多次訪問中國的城市，對中國在經濟的成就非常讚賞，希望进行一定程度的經濟改革，但由于長官杨斌被中国警方逮捕，导致计划搁浅。

## 工業
- 朝鮮的重要的輕工業中心，設有化妝品廠、紡織廠、製鞋廠、搪瓷器廠、造紙廠及營林工廠等，生產優質產品。在它的西南外港「龍岩浦」建有「造船廠」。

- 韓戰後期朝鮮將其工業普遍「要塞化」，統統遷入山區和山洞，原本以輕工業聞名的新義州目前經濟蕭條[來源請求]。

## 與中國的關係
- 多年來，新義州在促進中朝兩國政治經濟關係、特別是加強和發展中朝兩國邊境貿易方面扮演著重要角色，該市现已成为承担中朝贸易过货量80%的口岸城市。
- 在新义州华侨大约有200多户，是朝鲜华侨的主要居住城市之一。
- 此外，由于新义州地处中朝边境，有从事边境贸易的便利条件，大多数的华侨都做些生意。

## 外部連結
- 朝鮮地圖 （页面存档备份，存于）